# 弥次喜多隠密道中
『弥次喜多隠密道中』（やじきたおんみつどうちゅう）は、1971年10月7日から1972年3月30日まで、日本テレビ系列で毎週木曜20:00 - 20:56(JST)に放映された連続テレビ時代劇である。全26話。2016年にはBSジャパンにて放送された。

## 内容
時は天保。幕府は諸藩の監視のために送り込んだ公儀隠密が、各地でその正体を見破られ、殺害されるという事態に悩まされていた。時の老中・水野忠邦は、これまで伊賀や甲賀の忍に任せていた隠密を、素人にやらせてみようと思いつき、二人の男を呼び出した。一人は貧乏旗本の次男坊・村上弥次郎。もう一人は元伊賀の忍の同心・青山喜多八。
水野は二人の素性が明かされぬ様、二人は切腹した事にして身分を抹消、公儀隠密に任命した。しかし、二人にはそれぞれ欠点があり、弥次郎は普段は生真面目すぎる程の堅物だが、酒を飲むと人が変わる酒乱で、喜多八は腕っぷしは強いが美人を見るとテンでだらしがなくなる女好き。この性格のまるっきり違う二人が身分を隠し、縞の合羽に三度笠の旅姿で、共に「お伊勢参り」と称して、各地にはびこる悪を退治する旅が始まった。

## 出演
- 村上弥次郎：四世尾上菊之助

貧乏旗本の次男坊。堅い性格だが酒が入ると人が変わるため、普段はあまり飲まないように気をつけている。道中では財布の紐を握っていることが多く、途中から喜多八とは別行動で捜査をすることが多くなった。
- 青山喜多八：目黒祐樹

伊賀の忍上がりの同心。下戸で甘党。腕っ節が強く弥次郎より砕けた性格だが、大の女好きで、いい女を見ると途端にだらしなくなる。お駒の事を喧嘩しつつも好意を寄せていた。惚れっぽい性格からか後任のおるいにも気がある。第19話で、伊賀の名張に程近い山里の出であることが明かされた。
- お駒：岡田可愛（第19話まで）

竜軒配下の甲賀のくノ一。武器は三味線に仕込んだ小刀。第19話で伊賀の忍の手に掛かり命を落とす。喜多八とは事あるごとに喧嘩していたが密かに好意を寄せていた。
- 早苗：八木孝子（第3話、第12話、第14話、第15話、第19話、第21話、第23話、第24話を除く）

弥次郎の許婚。弥次郎の事を想うあまり二人の後を追い掛けてくっついてくる。弥次郎・喜多八の役目については知っており、お駒やおるいのことも見知っている。　
- 榊竜軒：中村敦夫（第10話、第11話、第16話、第17話、第18話、第21話、第23話、第24話、第26話を除く）

公儀隠し目付で弥次郎と喜多八の上司。虚無僧や素浪人に姿を代えながら彼らの旅を見守り、様々な命令を下す。
- おるい：土田早苗（第18話から）

お駒の後任。第18話で隠密として共に活動していた市助に死なれて落胆するが、続く第19話で竜軒から殉死したお駒の後任に任命され、第20話では竜軒から水野に紹介される。
- 小判鮫：林与一（第23話から）

倒幕を狙う謎の盗賊。最初は徳島藩に忍び込んだ喜多八の前に現れる。阿波剣山に潜入して仲間を救おうと動き回り、無事救い出した後も弥次郎・喜多八の前に姿を見せ、倒幕資金を得ようと暗躍する。正体は長州浪人・「むなかた かつまろ」という。
- 老中・水野忠邦：大友柳太朗（第1話、第2話、第4話、第10話、第12話、第19話、第20話、第26話）

公儀隠密を素人に任せるべく弥次郎と喜多八を隠密に任命した。

## スタッフ
- 企画：大塚貞夫（歌舞伎座テレビ室）、増田善次郎（日本テレビ）
- プロデューサー：金澤佳都夫（歌舞伎座テレビ室）、加藤教夫（日本テレビ）
- 殺陣：久世竜、宇仁貫三
- プロデューサー補：難波誠一
- 音楽：小野崎孝輔
- 語り：芥川隆行
- タイトル題字：長島茂雄、王貞治（東京読売巨人軍）
- 録音：セントラル録音
- 現像：横浜シネマ
- 協力：松竹株式会社演劇制作室
- 制作：歌舞伎座テレビ室

## 主題歌
「隠密大作戦」
- 作詞：鳥井実
- 作曲：大本恭敬
- 編曲：小野崎孝輔
- 唄：水原弘

オープニングは、途中から弥次郎・喜多八・お駒（おるい）・竜軒・早苗の紹介表示が、縦書き・中央から横書き・下部に変更された。ゲストなどは縦書きのまま。
エンディングは「隠密大作戦」のインストゥルメンタル版を使用。

## 放映データ
- 放映年月日：1971年10月7日 - 1972年3月30日
- 放映時間帯：20時00分 - 20時56分
- 放映曜日：毎週木曜日
- 放映話数：全26話
- 放映形式：カラー、16ミリフィルム

## 放映リスト
| 放映年月日     | 話数 | サブタイトル                       | 脚本               | 監督             | ゲスト |
| -------------- | ---- | ---------------------------------- | ------------------ | ---------------- | --- |
| 1971年 10月7日 | 1    | 隠密大作戦（お江戸日本橋）         | 直居欽哉           | 土居通芳         | 坂上二郎、江美早苗、今井健二、永山一夫、江見俊太郎、美川陽一郎                                                                           |
| 10月14日       | 2    | 逃亡者（平塚）                     | 辻久一、胡桃哲     | 西山正輝         | 高城丈二、酒井修、天田俊明、竜崎一郎、田島義文、沼田曜一                                                                                 |
| 10月21日       | 3    | 仇討めくら剣法（小田原）           | 奥山長春、北一郎   | 土居通芳         | 梶芽衣子、神田隆、川合伸旺、田中浩、石橋雅史、鮎川浩、三角八郎                                                                           |
| 10月28日       | 4    | 風雲箱根山（箱根の関）             | 鈴木兵吾           | 西山正輝         | 北林早苗、花沢徳衛、山下洵一郎、久里千春、北原義郎、舟橋元、浜田寅彦                                                                     |
| 11月4日        | 5    | 富士川騒動（原）                   | 鈴木兵吾           | 土居通芳         | 近衛十四郎、奈美悦子、黒田筑前守：津川雅彦、梅津栄、大泉滉、高野浩之、風見章子                                                           |
| 11月11日       | 6    | 下部の女（甲州下部）               | 辻久一、北一郎     | 土居通芳、菊池奛 | 長内美那子、高橋長英、玉川伊佐男、村井国夫、和崎俊哉、土方弘、沢村宗之助                                                                 |
| 11月18日       | 7    | 秋葉の火祭り（秋葉山）             | 服部佳             | 土居通芳         | 工藤堅太郎、東三千、渡辺文雄、田中春男、織本順吉、柳沢真一                                                                               |
| 11月25日       | 8    | 怪盗ネズミ小僧（舞阪）             | 服部佳             | 山田達雄         | 鼠小僧：松方弘樹、人見明、相原ふさ子、永井秀和、田口計、武藤英司、井上博一                                                               |
| 12月2日        | 9    | 帰ってきた男（天竜・石打）         | 北一郎             | 土居通芳         | お志津：御影京子、仁助：増田順司、勝蔵：戸上城太郎、代官：高木二朗、清作：上林洵、おさと：正城睦子、浄円：嵐寛寿郎、石打の仙太郎：水原弘 |
| 12月9日        | 10   | 大陰謀（浜松）                     | 鈴木兵吾           | 土居通芳         | 江戸家猫八、徳川家斉：沢村精四郎、中山昭二、鳥居甲斐守：徳大寺伸、見明凡太郎、近江俊輔                                                   |
| 12月16日       | 11   | 飛び出したお姫様（岡崎）           | 直居欣也           | 山田達雄         | 由美かおる、桑山正一、星美智子、二見忠男、野呂圭介、中村竜三郎                                                                           |
| 12月23日       | 12   | 消えた御用金（池鯉鮒）             | 服部佳             | 番匠義彰         | 田村亮、珠めぐみ、小栗一也、大村千吉、武智豊子、滝川潤                                                                                   |
| 12月30日       | 13   | 殿様と遊女（名古屋）               | 鈴木兵吾           | 番匠義彰         | 光本幸子、里見浩太朗、高品格、服部哲治、沢井三郎、人見きよし                                                                             |
| 1972年 1月6日  | 14   | 木曽の暴れん坊（木曽・高須）       | 鈴木兵吾           | 土居通芳         | 松平摂津守：市川海老蔵、寺田農、長谷川澄子、村上不二夫、穂積隆信、浅野進治郎                                                             |
| 1月13日        | 15   | 喜多八の子守唄（木曽・恵那）       | 直居欽哉           | 八木美津雄       | ピーター、榊ひろみ、長谷川明男、伊藤久哉、加賀邦男、桜京美                                                                               |
| 1月20日        | 16   | 二人の無宿者（宮）                 | 服部佳             | 八木美津雄       | 郷鍈治、垂水悟郎、青野平義、剣持伴紀、川島育恵、東千代之介                                                                               |
| 1月27日        | 17   | 桑名の風来坊（桑名）               | 鈴木兵吾           | 土居通芳         | 品川隆二、松木路子、安部徹、河原崎建三、村上冬樹、寺島達夫                                                                               |
| 2月3日         | 18   | 夫婦隠密（四日市）                 | 津田幸夫           | 山田達雄         | 土田早苗、黒木進、北川めぐみ、山岡徹也、森山周一郎、富田仲次郎                                                                           |
| 2月10日        | 19   | 宿命の対決（伊賀）                 | 服部佳             | 船床定男         | 三上真一郎、水原麻記、外山高士、野々浩介、笹川恵三、練木二郎                                                                             |
| 2月17日        | 20   | 危うし!越前（京都）                | 直居欽哉、石井君子 | 山田達雄         | 江夏夕子、三浦布美子、倉丘伸太郎、山本耕一、伊達三郎、杉山俊夫                                                                           |
| 2月24日        | 21   | 幻の名刀（泉州堺）                 | 服部佳、石井君子   | 船床定男         | 西沢利明、鮎川いづみ、大和田伸也、笠置シズ子、天草四郎、有馬昌彦                                                                         |
| 3月2日         | 22   | 人情河内音頭（摂津高槻・大和郡山） | 直居欣哉           | 菊池奛           | 高松英郎、工藤明子、中村是好、小林勝彦、西山恵子、春日章良、河野秋武                                                                     |
| 3月9日         | 23   | 鳴門の小判鮫（阿波徳島）           | 鈴木兵吾           | 山田達雄         | 園まり、深江章喜、永井秀明、沢登譲、深田鉄、相原巨典、石島房太郎                                                                         |
| 3月16日        | 24   | 過去を持つ男（多度津・香川）       | 直居欣哉           | 山田達雄         | 榎本美佐江、稲葉義男、北上弥太郎、菱見百合子、渚健二、上野山功一、稲吉靖、佐竹明夫                                                       |
| 3月23日        | 25   | 鷹ノ巣谷の対決（土佐）             | 津田幸夫           | 山田達雄         | 松村達雄、竜崎勝、富山真沙子、小川ひろみ、高野真二、穂高稔、南川直                                                                       |
| 3月30日        | 26   | 恐怖の銅山（宇和島）               | 鈴木兵吾           | 山田達雄         | 扇ひろ子、早川保、高桐真、早川雄三、宗近晴見、玉川長太                                                                                   |

## 放送局
特記の無いものの放送時間は全て、木曜 20:00 - 20:56、同時ネット。
- 日本テレビ（制作局）
- 札幌テレビ：日曜 15:30 - 16:25[1]
- 青森放送[2]
- テレビ岩手[2]
- 秋田放送[2]
- 山形放送[2]
- 宮城テレビ[2]
- 福島中央テレビ[2]
- 新潟総合テレビ：日曜 15:11 - 16:07（半年遅れで放送）[3]
- 北日本放送[4]
- 福井放送[4]
- 山梨放送[5]
- 中京テレビ[6]
- 読売テレビ[7]
- 日本海テレビ[8]
- 西日本放送[9]
- 広島ホームテレビ[9]
- 山口放送[10]
- 四国放送[11]
- 南海放送[10]
- 高知放送[10]
- 福岡放送[12]